# Mandarin Airlines
Mandarin Airlines, Limited (華信航空; pinyin: Huáxìn Hángkōng) es una aerolínea con base en Taipéi, Taiwán. Es una filial regional y doméstica de China Airlines. También efectúa vuelos chárter. Su base de operaciones principal es el Aeropuerto Internacional de Taiwán Taoyuan.

## Historia
Mandarin Airlines fue fundada el 1 de junio de 1991 y fue originalmente una compañía nacida a raíz de la colaboración de China Airlines (66%) y Koo's Development Corporation (33%); el nombre de ambos inversores formó el nombre chino de Mandarin Airlines.
El 16 de octubre de 1991, Mandarin Airlines comenzó a operar con vuelos directos desde Taipéi a Sídney en Australia. El siguiente paso fue la apertura de una ruta aérea directa a Vancouver en Canadá el 7 de diciembre de 1991. China Trust Group se deshizo de su inversión en Mandarin Airlines el 31 de octubre de 1992, convirtiendo a la aerolínea en virtual filial de China Airlines (90.05%) en diciembre de 1992. También, el papel de Mandarin Airlines fue cambiado a una visión principalmente doméstica e intrarregional de corto radio.
El 8 de agosto de 1999 China Airlines fusionó su filial, Mandarin Airlines, con Formosa Airlines bajo el nombre de Mandarin. Mandarin tomó el control de las operaciones domésticas y los aviones de Formosa mientras que la flota de Mandarin y la mayoría de vuelos internacionales fueron transferidos a China Airlines.
Mandarin Airlines es propiedad de China Airlines (93.99%) y tiene 630 empleados (en marzo de 2007).

## Logo
La aerolínea utiliza el Hai Tung Ching, un águila dorada de una leyenda china, como su logo.

## Incidentes y accidentes
- El Vuelo 642 de China Airlines se estrelló en el Aeropuerto Internacional de Hong Kong en 1999, provocando que tres pasajeros muriesen. El avión estaba pintado con la librea de Mandarin Airlines pero el avión pertenecía a China Airlines tras la devolución de aviones de Mandarin tras su fusión con Formosa.

## Destinos
Mandarin Airlines vuela a los siguientes destinos (en julio de 2008)

### Domésticos
- - Hualien
  - Kaohsiung (Aeropuerto Internacional de Kaohsiung)
  - Kinmen
  - Makung
  - Taichung
  - Taipéi (Aeropuerto de Taipéi Songshan)
  - Taitung

### Internacionales

#### Este de Asia
- China
  - Cantón (Aeropuerto Internacional de Guangzhou Baiyun)
  - Hangzhou (Aeropuerto Internacional de Hangzhou Xiaoshan)
  - Hong Kong (Aeropuerto Internacional de Hong Kong)
  - Nankín (Aeropuerto Internacional de Nanjing Lukou)
  - Ningbo (Aeropuerto Internacional de Ningbo Lishe)
  - Shanghái (Aeropuerto Internacional de Shanghái Pudong)
  - Xiamen (Aeropuerto Internacional de Xiamen Gaoqi)
  - Zhengzhou (Aeropuerto Internacional de Zhengzhou Xinzheng)

- Corea del Sur
  - Seúl (Aeropuerto Internacional de Incheon)

- Taiwán
  - Kaohsiung (Aeropuerto Internacional de Kaohsiung)
  - Taichung (Aeropuerto de Taichung)
  - Taipéi (Aeropuerto Internacional de Taiwán Taoyuan)

- Japón
  - Asahikawa (Aeropuerto de Asahikawa) charter
  - Hakodate (Aeropuerto de Hakodate) charter
  - Ishigaki (Aeropuerto de Ishigaki) charter para Club Med
  - Miyazaki (Aeropuerto de Miyazaki) charter
  - Nagasaki (Aeropuerto de Nagasaki)  charter
  - Noto (Aeropuerto de Noto) charter
  - Toyama (Aeropuerto de Toyama) charter

#### Sureste de Asia
- Birmania
  - Rangún (Aeropuerto Internacional de Rangún) — operado por China Airlines

- Filipinas
  - Cebú (Aeropuerto Internacional de Mactan-Cebú) — operado por China Airlines
  - Kalibo (Aeropuerto de Kalibo) — operado por China Airlines
  - Laoag City (Aeropuerto Internacional de Laoag)
  - Manila (Aeropuerto Internacional Ninoy Aquino) — operado por China Airlines

- Vietnam
  - Ho Chi Minh (Aeropuerto Internacional Tan Son Nhat)

## Flota

### Flota actual

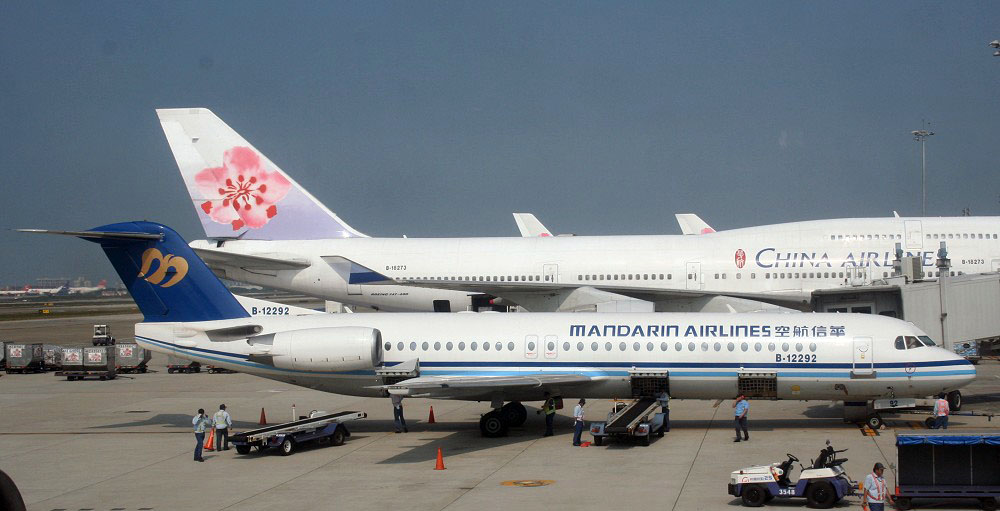
Fokker F100 de Mandarin Airlines en Taipéi (Aeropuerto Internacional de Taiwán Taoyuan) - 16 de octubre de 2006.

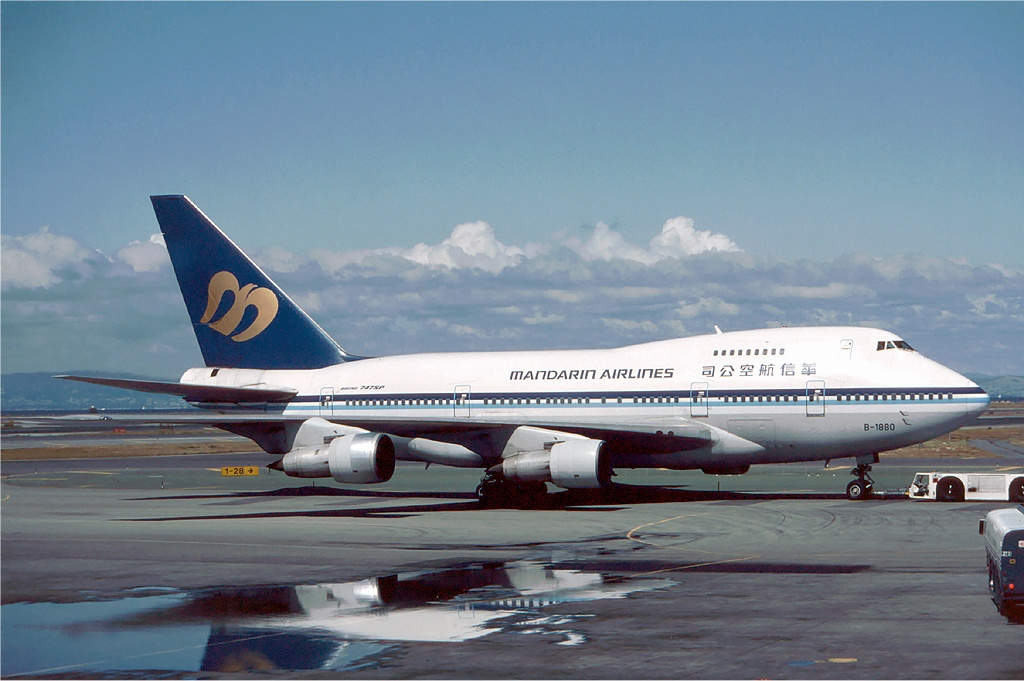
Boeing 747SP de Mandarin Airlines

La flota de Mandarin Airlines incluye los siguientes aviones (julio de 2023):
Mandarin Airlines anunció el alquiler de tres Embraer E-190 y cinco Embraer E-195 de GE Commercial Aviation Services. Los aviones serán utilizados en los vuelos entre el Aeropuerto Internacional de Kaohsiung y el Aeropuerto Internacional de Taiwán Taoyuan así como rutas de corto radio en Asia, y reemplazar la flota de Fokker 50 y Fokker 100s. El primero de los ocho Embraer E-190/195 alquilados fue entregado a la aerolínea en mayo de 2007, el primero a una aerolínea taiwanesa. Los Embraer E-190 muestran una librea renovada.
La flota de Mandarin Airlines posee a julio de 2023 una edad promedio de: 4,6 años.